# Noisette de mer
Espèce
Synonymes
- Buccinum foliorum Gmelin, 1791[2] [3]
- Buccinum foliosum W. Wood, 1818[2]
- Buccinum foliosum Wood W., 1818[3]
- Buccinum gibbum Bruguière, 1789[3]
- Buccinum inflatum Lamarck, 1822[3]
- Buccinum jaspideum Link, 1807[3]
- Buccinum mutabile Linnaeus, 1758[3]
- Buccinum rufulum Kiener, 1834[3]
- Buccinum tessulatum Gmelin, 1791[3]
- Nassa ebenacea Gennari, 1866[2] [3]
- Nassa gibba Gray M.E., 1850[3]
- Nassa helvetica Peyrot, 1925[3]
- Nassa mediterranea Risso, 1826[3]
- Nassa mutabilis var. curta Pallary, 1904[2] [3]
- Nassa mutabilis var. fulva Pallary, 1900[2] [3]
- Nassa mutabilis var. minor Pallary, 1900[3]
- Nassa mutabilis var. minuscula Pallary, 1900[3]
- Nassa mutabilis var. procera Pallary, 1906[3]
- Nassa mutabilis var. senilis Pallary, 1910[3]
- Nassa mutabilis (Linnaeus, 1758)[2] [3]
- Nassarius mutabilis (Linnaeus, 1758)[2] [3]
- Sphaeronassa adriatica Coen, 1933[2] [3]
- Sphaeronassa deformis Coen, 1933[2] [3]
- Sphaeronassa globulina Locard, 1886[3]
- Sphaeronassa mutabilis (Linnaeus, 1758)[2] [3]
- Sphaeronassa umbilicata Coen, 1933[3]

La Noisette de mer ou encore Noisette de Méditerranée est une espèce d'escargots de mer autrement appelée Nasse changeante (Tritia mutabilis ou anciennement Nassarius mutabilis) que l’on retrouve sur les fonds sableux à proximité des côtes méditerranéennes.

## Description
La nasse changeante, rebaptisée Noisette de mer depuis 2016, est un mollusque gastéropode,. Il possède une coquille globuleuse composée d'une grande spire de couleur beige ornée de motifs bruns et blancs. Sa taille peut aller de 20 à 40 mm de long. Le bord antérieur est marqué par une frise sombre caractéristique. À l'entrée de la coquille, un opercule épais se bloque en cas de danger. Elle possède un odorat très développé, qui lui permet de détecter les cadavres de poissons dont elles se nourrit. Les pêcheurs la situent entre le bulot et le bigorneau. Ce coquillage s’enterre lorsque l’eau est chaude et se déterre quand l’eau se rafraîchit (on parle d'un gastéropode hivernal). C’est pourquoi on trouve essentiellement la Noisette de mer sur le bassin méditerranéen.

## Pêche
Ce petit escargot de mer se pêche dans les fonds des eaux sablo-vaseuses des côtes de Méditerranée, à une profondeur de 3 à 15 mètres.

Depuis 2011, la Noisette de mer est exploitée par les petits-métiers de la pêche des côtes Agathoises, (NDLR: ici entendre par « petit-métier » la notion de taille de bateaux) par les petits-métiers dans le golfe du Lion, en particulier au large du Grau du Roi, dans saintes Maries de la mer, d'Agde et de port la Nouvelle.].

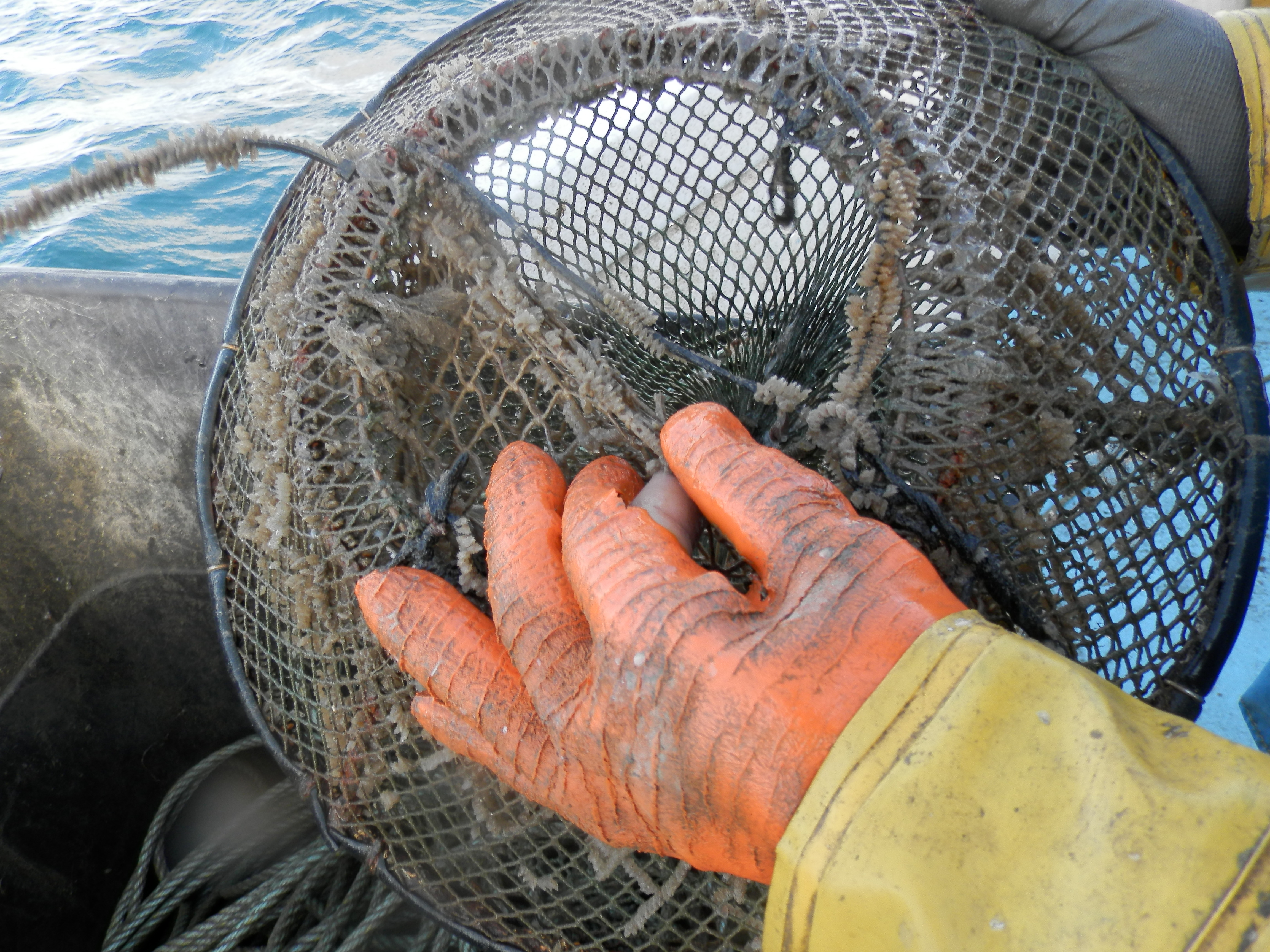
Nasse : Outil de pêche qui se pose sur les fonds marins, en forme de panier cylindrique oblong, fabriqué en osier, en filet ou en fil métallique, muni d'un goulet par lequel le poisson peut entrer mais ne peut pas ressortir.

Les pêcheurs de « petit-métier », disposent des filières de nasses (paniers de pêche contenant un appât) d’une cinquantaine de centimètres de diamètre sur les fonds sableux.
Après 24 heures, les nasses sont relevées et tamisées pour ne garder que les plus gros escargots de mer. Pour gérer les stocks naturels durablement, et éviter l’épuisement de la ressource, l’Organisation de Producteurs (OP) du sud en collaboration avec le CEPRALMAR (Centre d'étude pour la promotion des activités lagunaires et maritimes) a mené/mène différents projets en lien avec les scientifiques, sur l'optimisation du tri et des captures d'une part, sur la collecte de données biologiques sur l’espèce d'autre part.
La période de reproduction s’étale de la fin de l’hiver au début du printemps, la fécondation est interne avec une ponte des œufs sur des roches dures entre mars et mai selon les observations du terrain. Une activité supplémentaire pour les professionnels méditerranéens dans le cadre de leur polyvalence,.

## Préparation
Ce petit escargot de mer est consommé depuis de nombreuses années en Espagne et en Italie en tapas ou cuisiné sous différentes formes: en ragoût, en sauce ou en court-bouillon.
Pêché en France depuis une dizaine d'années, il est encore très peu connu des consommateurs à l’échelle locale.[réf. nécessaire]

## Taxonomie
Le nom valide complet (avec auteur) de ce taxon est Tritia mutabilis (Linnaeus, 1758).
Tritia mutabilis a pour synonymes :
- Nassa mutabilis var. curta Pallary, 1904
- Nassa mutabilis var. fulva Pallary, 1900
- Nassa mutabilis var. minor Pallary, 1900
- Nassa mutabilis var. minuscula Pallary, 1900
- Nassa mutabilis var. procera Pallary, 1906
- Nassa mutabilis var. senilis Pallary, 1910
- Sphaeronassa mutabilis var. adriatica Coen, 1933
- Sphaeronassa mutabilis var. deformis Coen, 1933
- Sphaeronassa mutabilis var. umbilicata Coen, 1933
- Buccinum foliorum Gmelin, 1791
- Buccinum foliosum W. Wood, 1818
- Buccinum gibbum Bruguière, 1789
- Buccinum inflatum Lamarck, 1822
- Buccinum jaspideum Link, 1807
- Buccinum mutabile Linnaeus, 1758
- Buccinum rufulum Kiener, 1834
- Buccinum tessulatum Gmelin, 1791
- Nassa ebenacea Gennari, 1866
- Nassa gibba M. E. Gray, 1850
- Nassa helvetica Peyrot, 1925
- Nassa mediterranea Risso, 1826
- Nassa mutabilis (Linnaeus, 1758)
- Nassarius mutabilis (Linnaeus, 1758)
- Sphaeronassa adriatica Coen, 1933
- Sphaeronassa deformis Coen, 1933
- Sphaeronassa globulina Locard, 1886
- Sphaeronassa mutabilis (Linnaeus, 1758)
- Sphaeronassa umbilicata Coen, 1933

## Publication originale
- Linnaeus, C. (1758). Systema Naturae per regna tria naturae, secundum classes, ordines, genera, species, cum characteribus, differentiis, synonymis, locis. Editio decima, reformata [10th revised edition], vol. 1: 824 pp. Laurentius Salvius: Holmiae.  lire

### Tritia mutabilis
- (en) BioLib : Tritia mutabilis (Linnaeus, 1758) (consulté le 1er juin 2019)
- (en) Catalogue of Life : Tritia mutabilis (Linnaeus, 1758) (consulté le 21 avril 2024)
- (fr) DORIS : espèce Tritia mutabilis (consulté le 1er juin 2019)
- (fr + en) EOL : Tritia mutabilis (Linnaeus 1758) (consulté le 21 avril 2024)
- (fr + en) GBIF : Tritia mutabilis (Linnaeus, 1758) (consulté le 21 avril 2024)
- (fr) INPN : Tritia mutabilis (Linnaeus, 1758) (TAXREF)  (consulté le 21 avril 2024)
- (en) NCBI : Tritia mutabilis (taxons inclus) (consulté le 21 avril 2024)
- (en) Taxonomicon : Tritia mutabilis (Linnaeus, 1758) (consulté le 21 avril 2024)
- (en) WoRMS : espèce Tritia mutabilis (Linnaeus, 1758) (consulté le 21 avril 2024)

### Nassarius mutabilis
- (en) Catalogue of Life : Nassarius mutabilis (Linnaeus, 1758) synonyme de Tritia mutabilis (Linnaeus, 1758)) (consulté le 18 décembre 2020)
- (en) WoRMS : espèce Nassarius mutabilis (Linnaeus, 1758) Non valide